# Andrea Casasola
Andrea Casasola (Buja, 26 agosto 1806 – Rosazzo, 12 agosto 1884) è stato un arcivescovo cattolico italiano.

## Biografia
Fu ordinato sacerdote nel 1831 e nel 1842 assunse la direzione del seminario minore. Nel 1853 venne nominato vicario generale della diocesi e canonico della metropolitana.
Il 17 dicembre 1855 fu nominato vescovo di Concordia; il 28 settembre 1863 arcivescovo metropolita di Udine.
È anche conosciuto per essere autore di un noto trattato di teologia morale del 1841.

## Genealogia episcopale e successione apostolica
La genealogia episcopale è:
- Cardinale Scipione Rebiba
- Cardinale Giulio Antonio Santori
- Cardinale Girolamo Bernerio, O.P.
- Arcivescovo Galeazzo Sanvitale
- Cardinale Ludovico Ludovisi
- Cardinale Luigi Caetani
- Cardinale Ulderico Carpegna
- Cardinale Paluzzo Paluzzi Altieri degli Albertoni
- Papa Benedetto XIII
- Papa Benedetto XIV
- Papa Clemente XIII
- Cardinale Marcantonio Colonna
- Cardinale Giacinto Sigismondo Gerdil, B.
- Cardinale Giulio Maria della Somaglia
- Cardinale Luigi Lambruschini
- Cardinale Michele Viale-Prelà
- Arcivescovo Andrea Casasola

La successione apostolica è:
- Vescovo Pietro Cappellari (1872)